# Liceo Andrés Bello (San Miguel)
El Liceo Andrés Bello A-94, anteriormente Liceo n.º6 de Hombres, es un establecimiento chileno de educación pública, perteneciente a la comuna de San Miguel, Santiago; administrado por el Servicio Local de Educación Pública Santa Rosa.
Es un liceo científico humanista de orientación laica, que atiende sólo a alumnos varones de 7.º Básico a 4.º Medio, en 18 cursos con un total de 810 alumnos.
Fue construido por la Sociedad Constructora de Establecimientos Educacionales S.A. (también construyó el Liceo 7 de niñas de Providencia) y se encuentra en la calle Soto Aguilar 1241 en el barrio residencial del Llano Subercaseux, a la altura del paradero 6 de la Gran Avenida José Miguel Carrera, entre las estaciones San Miguel y El Llano del Metro de Santiago, y a pasos de la Autopista Central.
Ha tenido buenos resultados en rankings basados en puntajes del Simce y la PSU. Es considerado como uno de los mejores colegios tradicionales o emblemáticos de la educación pública chilena. Además es reconocido por ser el lugar donde se conocieron los miembros de la banda de rock chilena Los Prisioneros, todos alumnos del liceo a principios de la década de 1980.

## Historia

### Orígenes (1945-1960)
Fue inaugurado el 27 de mayo de 1945 por decreto el 1 de enero de 1946, y comenzó a funcionar el 16 de abril con el nombre de Liceo de Hombres N.º 6, Liceo Coeducacional de San Miguel, en la calle Darío Salas 5270.
Su primer rector fue Enrique Sepúlveda Vilugrón, quien presidió la inauguración, la cual contó con la participación de destacados personajes de la comuna de San Miguel, como Carlos Valdovinos Valdovinos, presidente de la Unión Vecinal de San Miguel, el ministro de Educación Juan Antonio Iribarren, el exalcalde de la comuna Pedro Alarcón, entre otros.[cita requerida]

### Desarrollo (1961-1979)
Hasta 1960, el liceo funcionaba en un antiguo establecimiento ubicado en Gran Avenida, esq. calle Curiñanca, solamente para estudiantes varones.
En 1961, el liceo es trasladado a la calle Soto Aguilar 1241, donde continúa siendo  exclusivamente para niños y jóvenes varones. Durante todo ese proceso, en la rectoría se encontraba Manuel Villaseñor Rebolledo.
Además de impartir educación básica y media, también impartió estudios de nivelación para adultos; tan grande fue la respuesta a la iniciativa, que se formó una institución autónoma a la administración del Liceo Andrés Bello dedicada exclusivamente en la educación de adultos, que recibió el nombre de Instituto Regional de Adultos.
Durante el período de la Unidad Popular fue muy activo al interior de la FESES. Camilo Escalona era presidente del Centro de Alumnos del Liceo Andrés Bello (CELAB) cuando se presentó en noviembre de 1972 como candidato a la presidencia de la FESES, en una lista que representaba a los grupos afines a la Unidad Popular. 
En una polémica elección fue finalmente proclamado ganador, aunque su contendor, Miguel Salazar, perteneciente a la lista del Partido Demócrata Cristiano, hizo lo propio. También se enfrentó a la lista del Partido Nacional, compuesta por Andrés Allamand (Liceo N.º 5 de Providencia) y Francisco Vidal (Liceo Nº11 de Las Condes).[cita requerida]

### Municipalización (1980-1995)
En la década de 1980, se decide realizar una reforma en la administración de la educación pública, entregando la administración de los colegios y liceos fiscales (administrados por el Ministerio de Educación) a las municipalidades, proceso conocido como “Municipalización de la enseñanza”, esta se realizaba a través de la subvención de los recursos estatales a los municipales.
La primera comuna en operar con este sistema fue San Miguel, por lo tanto, el Liceo Andrés Bello fue una de las primeras instituciones educativas bajo este sistema. En estos meses, las movilizaciones estudiantiles se produjeron en todos los establecimientos de la comuna, siendo el Liceo Andrés Bello el cabecilla de este proceso. Durante ese mismo período, la directora del establecimiento, por órdenes del alcalde de la época, descabezó la orgánica estudiantil de ese momento haciendo salir por diferentes medios a los organizadores de las manifestaciones que eran miembros de ese establecimiento. Fue así como el vicepresidente del CC.AA, Alejandro Fabres es conminado a dejar de ser alumno, junto a él son expulsados varios otros cabecillas de diferentes cursos miembros de diferentes partidos de izquierda y centro, a quienes además se les prohíbe el ingreso nuevamente y varios de ellos permanecieron con posterior seguimiento de la Central Nacional de Informaciones.[cita requerida]
Durante los años 1976 a 1989, el Centro de Alumnos del Liceo Andrés Bello estuvo fuertemente influenciado por movimientos de izquierda que se autoproclamaban año tras año. Sin embargo, en 1990, grupos afines a la derecha ganaron elecciones libres, poniendo fin al dominio de los simpatizantes de las Juventudes Comunistas. Establecieron un nuevo Centro de Alumnos con una orientación derechista, pero enfocado en principios apolíticos y en beneficio exclusivo del Liceo. Estos estudiantes también colaboraron con Centros de Alumnos de colegios en San Miguel para promover una dirección política neutral, un esfuerzo que perduró hasta 1993.
En el periodo 1992-1995, sufrió una crisis como muchos de los antiguos liceos fiscales debido a la falta de recursos y de un sistema administrativo municipal débil.

### Jornada Escolar Completa (1996-presente)

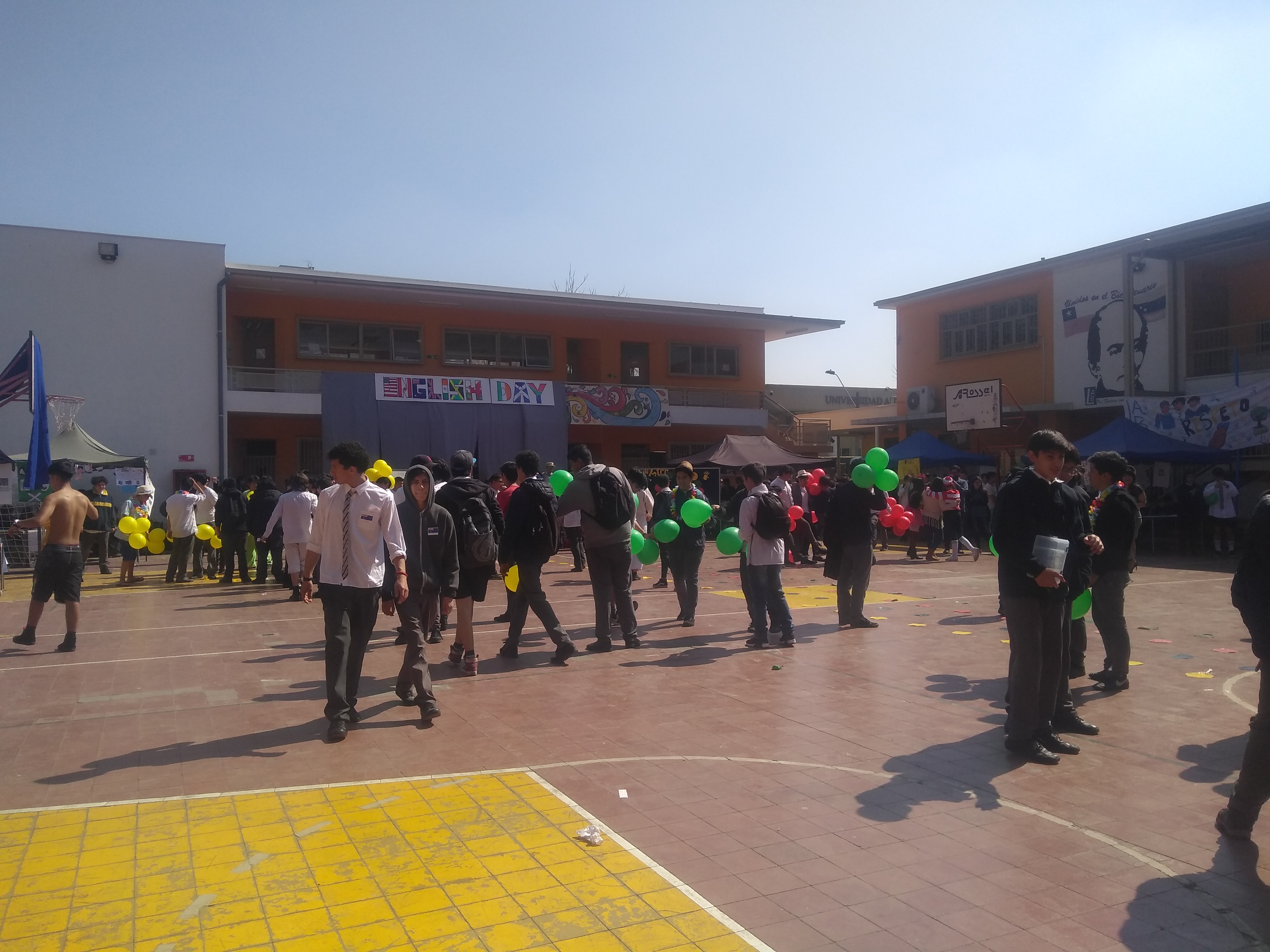
Patio Central del Liceo Andrés Bello durante el English Day 2019

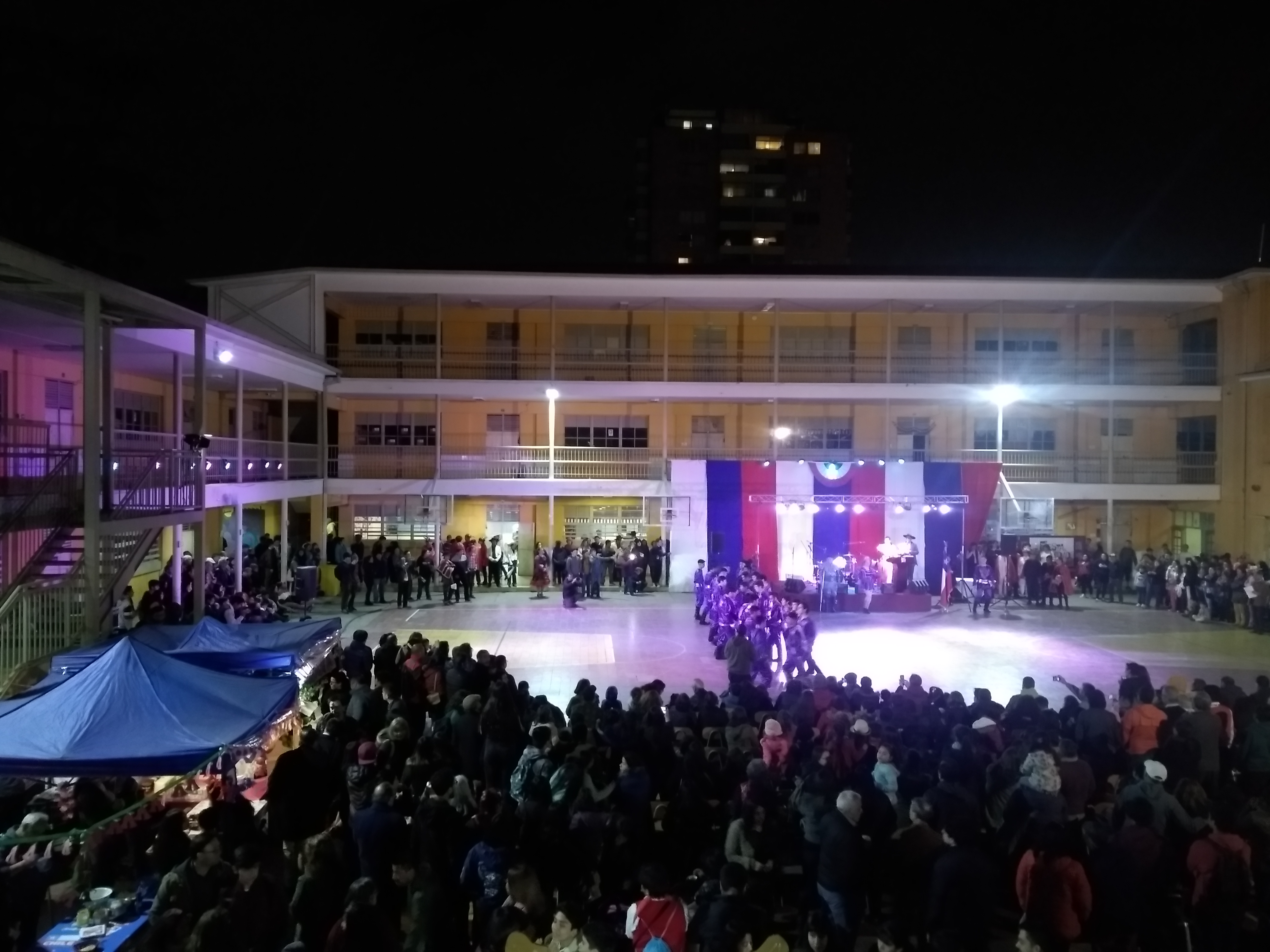
Vista del liceo de noche durante la fiesta de la chilenidad 2019

A partir de 1996, es efectuado un cambio de dirección, conducido por el profesor Normalista y de Estado en Castellano Wilson Retamal Macías, que reorganiza administrativa y pedagógicamente el liceo a través de un plan de desarrollo que tiende a recuperar el deterioro académico y formativo que caracterizaba a la institución. Además él inicia la definición de su Proyecto Educativo Institucional que otorga lineamientos precisos hacia la conformación de un Liceo Humanístico Científico acorde a las necesidades de la sociedad.
Con este cambio de dirección se instaura la Jornada Escolar Completa, anticipándose al resto de los colegios del país, atendiendo exclusivamente a Alumnos de 7° Básico a 4° Medio científico-humanista y se crean tres ramos propios del liceo que son: Aprender a Aprender (AAA), Aprender a Pensar (AAP) y Desarrollo Personal Social (DPS), que se realizan de 7.º Básico a 2.ª Medio. Todas ellas asignaturas que terminaban por conformar el horario de la Jornada Escolar Completa pero con escaso impacto en el acontecer académico del alumnado. Pese a los notorios avances que el liceo sufrió como institución, también hubo ciertos inconvenientes, en este caso legales, en los que Wilson Retamal Macías se vio involucrado, por cobros ilegales en materiales de estos mismos talleres a sus alumnos.
El año 2005 se comienza a elaborar el Proyecto Curricular Institucional, proyecto que contempla el dominio de Estrategias de aprendizajes por parte de los alumnos con el fin de incorporarlas en el proceso de internalización de procedimientos cognitivos, psicomotrices, y sociales.
El centro de alumnos del Liceo Andrés Bello (CELAB) solidarizando y exigiendo una mejor educación, se unieron al movimiento estudiantil de Chile de 2006 más conocido como la revolución de los pingüinos, primero en forma de paro y luego como claustro indefinido exigiendo los siguientes puntos en una declaración pública.:
- Tarifa Escolar Gratuita
- PSU Gratuita.
- Derogación de la Ley Orgánica Constitucional de Enseñanza.
- Revisión de la Jornada Escolar Completa (JEC).
- Práctica solventada de los alumnos de Colegios Técnicos-Profesionales.
- Aumento de raciones alimenticias

El Gobierno de Chile luego de semanas de protestas acogió la mayoría de las propuestas.
Ese mismo año se creó un ranking de colegios chilenos llamado Ranking IDE (Índice de Desarrollo Educacional) donde todos los años se comparan las diversas realidades educacionales de los mejores colegios de Chile, basándose en datos oficiales del Ministerio de Educación como son el SIMCE y la PSU. Este ranking es distinto al resto porque considera todas las evaluaciones desde el 2000 hasta la actualidad, situación que en otros ranking como El Sábado, considera sólo datos anuales.

## Logros
Desde la creación del Proyecto Educativo, la institución ha tenido los siguientes logros:
- Aumento significativo de puntajes SIMCE y PSU (Actualmente PAES).[8]
- 2.º Lugar en el Concurso “Leer, Pensar y Hablar” de 2004, con el ensayo "La Canina Comedia".
- 4.º Lugar en la Feria Nacional Científica Juvenil 2004, con el proyecto Tangenciómetro.
- 1.º Lugar en Basquetbol, representando a la Región Metropolitana en los Juegos del Bicentenario de 2005.
- 3.º Lugar, en la Copa Natur de 2005, representando a la Región Metropolitana, en la categoría de Atletismo.
- 2.º Lugar en la Copa Natur de Talca de 2005, en la categoría de Atletismo.[9]
- 1.º Lugar en la Competencia de Diálogos de Inglés de 2006, representando a la Región Metropolitana.[10]
- 1.º Lugar en el Interescolar de Basquétbol y Fútbol de la Universidad Mayor

## Protestas de 2011
Asimismo; el liceo fue tomado en agosto de 2010 por un grupo de estudiantes exigiendo la implantación de los CODECU (sigla para Consejo de Delegados de Curso), que se habían congelado hasta la fecha, impidiendo a los dirigentes y estudiantes tener reuniones con carácter de asamblea dentro del horario escolar; forzando a estas a realizarse después de la jornada escolar. Luego de tres días de toma, el asunto se solucionó y los CODECU se volvieron a realizar con aparente normalidad.[cita requerida]
A partir de junio del 2011, el Liceo Andrés Bello se une al movimiento nacional estudiantil convocado por la CONFECH y por otras asambleas secundarias, produciéndose la toma del establecimiento tal y como ocurrió en otros liceos y colegios emblemáticos y Universidades, tanto tradicionales-estatales y privadas. Sin embargo, en noviembre el Liceo Andrés Bello baja la toma del establecimiento, reanudándose las clases; aunque los alumnos siguieron con el carácter de movilizados.[cita requerida]

## Coro Andrés Bello
El Coro del Liceo Andrés Bello está conformado por cuarenta alumnos aproximadamente y se desenvuelven en el ámbito coral desde 1998 a la fecha, abarcando en su primera etapa de funcionamiento repertorio popular y en la segunda etapa repertorio docto. El coro en su trayectoria ha participado en encuentros corales dentro de la Región Metropolitana obteniendo muy buena crítica. y lo más importante ha sido su participación en los concursos corales obteniendo en ellos lugares de avanzada:
- 1.º Lugar en voces iguales en categoría "C" en el concurso Crecer Cantando del año 2002 (Teatro Municipal de Santiago)
- 2.º Lugar en voces iguales en categoría "B" en el concurso Crecer Cantando del Año 2004 (Teatro Municipal de Santiago)
- 3.º Lugar en el concurso coral categoría Enseñanza Media de la Universidad Andrés Bello Campus Casona de Las Condes 2005.
- 2.º Lugar en el concurso coral de Santiago Crecer Cantando en Categoría A (Coros de nivel avanzado) 2005.
- 2.º Lugar en el concurso coral categoría Enseñanza Media de la Universidad Andrés Bello Campus República 2006.
- 2.º Lugar en el concurso coral de Santiago Crecer Cantando en Categoría B (Coros de nivel medio) 2006.
- 2.º Lugar en el concurso coral categoría Enseñanza Media de la Universidad Andrés Bello Campus República 2007.
- 1.º Lugar en el concurso coral de Santiago Crecer Cantando en Categoría B (Coros de nivel medio) 2007.
- 1.º Lugar en el concurso coral de Santiago Crecer Cantando en Categoría A (Coros de nivel avanzado) 2008.
- 1.º Lugar en el concurso coral categoría Enseñanza Media de la Universidad Andrés Bello Campus República 2009.

Debido a todos estos logros el coro fue invitado a participar de importantes montajes sinfónico-corales en el Teatro Municipal de Santiago, formando parte del Coro Crecer Cantando, abarcando obras tales como la Novena Sinfonía L.V.Beethoven, Carmina Burana de Carl Orff, Réquiem de Mozart y preparando el montaje de El Réquiem de Gabriel Fauré, todo ello junto a la Orquesta Sinfónica Nacional Juvenil.
También participó en el concierto aniversario Nº155 de la Universidad de Santiago de Chile, junto al coro y orquesta clásica de la universidad interpretando obras de W.A.Mozart, también participó en alianza junto al Liceo 7 de niñas de Providencia interpretando el Réquiem de Mozart.
El 2006 es invitado por la Universidad Andrés Bello a un encuentro coral con el Coro Main Street Singers de Los Altos High School de California, en conjunto con el Coro del Liceo Alemán de Santiago, Coro Colegio Los Andes y Coro Liceo 7 de Providencia.